# Gabrielius Maldūnas
Gabrielius Maldūnas (19 de abril de 1993; Panevėžys, Lituania) es un baloncestista lituano que juega de pívot y que pertenece a la plantilla del Krepšinio klubas Lietkabelis lituano.

## Carrera deportiva
Es un jugador formado en los Dartmouth Big Green y tras no ser drafteado en 2015, dio el salto a Europa para jugar en las filas del Club Baloncesto Peñas Huesca, en la última temporada con el equipo universitario se caracterizó por su buena lectura de juego, promediando 11,2 puntos, 6,8 rebotes y 1,9 tapones por partido.
En julio de 2016 ficha por el Quesos Cerrato de Palencia, el pívot, proveniente del Peñas Huesca, registró números inmejorables en la temporada anterior en LEB Oro. Le bastaron cuatro jornadas para demostrar que el MVP de la semana llevaba su nombre. Además, la media de 12,2 de valoración en Liga Regular le convierte en una garantía para la pintura palentina.

### Selección nacional
Durante agosto y septiembre de 2023 fue integrante de la selección de Lituania que participó en el Mundial de 2023 celebrado en Asia, y que finalizó en sexto lugar.